# Вулиця Гордієнка (Львів)
Вулиця Гордієнка — вулиця у Шевченківському районі міста Львів, місцевість Замарстинів. Пролягає від вулиці Топольної углиб забудови та завершується глухим кутом. Прилучаються вулиця Рослинна та 2-й Топольний провулок.

## Історія та забудова
Вулиця виникла у складі села Замарстинів під назвою Топольна бічна 1952 року. У 1970-х роках вулиця Топольна бічна зазначена як зникла. У 1990-х—2000-х роках отримала сучасну назву, на честь Костя Гордієнка, соратника гетьмана Мазепи.
Забудована одноповерховими будинками 1930-х років у стилі конструктивізм та одноповерховими приватними садибами другої половини XX століття. 
Біля будинку № 10 у міжвоєнний період розташовувалася капличка з фігурою Богородиці, що була зруйнована за радянських часів.